# Canthon lafargei
Canthon lafargei är en skalbaggsart som beskrevs av Pierre-Auguste-Joseph Drapiez 1820. Canthon lafargei ingår i släktet Canthon och familjen bladhorningar. Inga underarter finns listade.